# الإسلام في كوستاريكا
الإسلام هو واحد من أصغر ديانات الأقلية في كوستاريكا، حيث دين الدولة هو المسيحية الكاثوليكية. يُعتقد أن عدد المسلمين في كوستاريكا يمكن أن يتراوح بين 1000 و1500 شخص، معظمهم من المهاجرين من الجزائر والهند والعراق وإيران ولبنان والمغرب ومصر والصومال وباكستان وفلسطين وسوريا. يشمل هذا العدد المسلمين الذين هاجروا إلى أراضي كوستاريكا وكذلك الكوستاريكيون الذين اعتنقوا الإسلام والذين يقدر عددهم بحوالي 100. كما أن عدد المسلمين الذين ينتمون إلى الفصائل السنية والشيعية غير معروف أيضًا على الرغم من أنه عمومًا يعتقد أن السنة هم الأغلبية.
توجد ثلاثة مساجد في كوستاريكا؛ مسجد عمر والمركز الإسلامي في كوستاريكا (سني) الواقع في منطقة مونتيليمار في كانتون غويكوتشيا وكان هذا هو الأول في البلاد وتأسس في عام 2002. يديره الشيخ عمر عبد العزيز المصري المولد والمنتسب إلى منظمة العالم الإسلامي للتربية والعلوم والثقافة ومقرها الرباط، المغرب. يقع مسجد النور والإيمان، وهو أيضًا للسنة، في وسط مدينة سان خوسيه وترأسه جينيفر رشيدة توريس. يوجد مسجد شيعي برعاية مركز سحر الثقافي في سان خوسيه. قبل تأسيس مسجدهم كان الشيعة يتجمعون للصلاة في منزل خاص أو يصلون في مسجد السنة. للأحمدية أيضًا مركز في كوستاريكا.